# Lista de títulos cardinalícios
Esta é uma lista de títulos cardinalícios da Igreja Católica. Atualmente, existem 253 títulos que são divididos em: 7 sés suburbicárias, 175 títulos presbiterais, das quais 5 possuem status de sé suburbicária e 71 diaconias. Além disso, há 2 cardeais patriarcais orientais isentos do título romano.

## Cardeais-Bispos
| Título                           | Ano de criação | Cardeal                      |
| -------------------------------- | -------------- | ---------------------------- |
| Diocese de Albano                | século IV      | Luis Antonio Tagle           |
| Diocese de Frascati              | século III     | Tarcisio Bertone, S.D.B.     |
| Diocese de Óstia                 | 1914           | Giovanni Battista Re         |
| Diocese de Palestrina            | século IV      | José Saraiva Martins, C.M.F. |
| Diocese de Porto-Santa Rufina    | século III     | Beniamino Stella             |
| Diocese de Sabina-Poggio Mirteto | século VI      | Giovanni Battista Re         |
| Diocese de Velletri-Segni        | século V       | Francis Arinze               |

### Cardeais patriarcais orientais
Atualmente, existem dois cardeais patriarcas orientais que mantêm seu título:
| Título Patriarcal                        | Cardeal                     |
| ---------------------------------------- | --------------------------- |
| Patriarca Caldeu de Bagdá                | Louis Raphaël I Sako        |
| Patriarca católico maronita de Antioquia | Béchara Boutros Raï, O.M.M. |

## Títulos cardeais atuais

### Títulos Presbiterais
| Título                                                              | Ano de criação | Cardeal                                                                     |
| ------------------------------------------------------------------- | -------------- | --------------------------------------------------------------------------- |
| Beata Virgem Maria das Dores na Piazza Buenos Aires                 | 1967           | Vago (após a morte de Estanislao Esteban Karlic em 8 de agosto de 2025)     |
| Beata Virgem Maria do Monte Carmelo em Mostacciano                  | 1988           | Anthony Olubunmi Okogie                                                     |
| Espírito Santo na Ferratella                                        | 1988           | Ignatius Suharyo Hardjoatmodjo                                              |
| Grande Mãe de Deus                                                  | 1965           | Angelo Bagnasco                                                             |
| Imaculada Conceição de Maria em Grotarossa                          | 1985           | Wilton Daniel Gregory                                                       |
| Imaculada em Tiburtino                                              | 1969           | Raymundo Damasceno Assis                                                    |
| Jesus Divino Mestre na Pineta Sacchetti                             | 1969           | Roberto Repole                                                              |
| Jesus Divino Trabalhador                                            | 1954           | Christoph Schönborn, O.P.                                                   |
| Natividade de Nosso Senhor Jesus Cristo na Via Gallia               | 1969           | Audrys Juozas Backis                                                        |
| Nossa Senhora da Graça na Via Trionfale                             | 1985           | Joseph William Tobin, C.Ss.R.                                               |
| Nossa Senhora Causa da nossa Alegria                                | 2023           | Sebastian Francis                                                           |
| Nossa Senhora da Paz                                                | 1587           | Francisco Javier Errázuriz Ossa, P.Schönstatt                               |
| Nossa Senhora da Salette                                            | 1969           | Polycarp Pengo                                                              |
| Nossa Senhora da Saúde em Primavalle                                | 1969           | Frank Leo                                                                   |
| Nossa Senhora de Guadalupe e São Filipe Mártir na Via Aurelia       | 1991           | Juan Sandoval Íñiguez                                                       |
| Nossa Senhora de Guadalupe no Monte Mario                           | 1969           | Timothy Michael Dolan                                                       |
| Nossa Senhora do Bom Conselho                                       | 2020           | Augusto Paolo Lojudice                                                      |
| Nossa Senhora do Santíssimo Sacramento e Santos Mártires Canadenses | 1965           | Patrick D’Rozario, C.S.C.                                                   |
| Preciosíssimo Sangue de Nosso Senhor Jesus Cristo                   | 2007           | John Njue                                                                   |
| Regina Apostolorum                                                  | 1965           | John Tong Hon                                                               |
| Sagrada Família de Nazaré em Centocelle                             | 2024           | Luis Gerardo Cabrera Herrera, O.F.M.                                        |
| Sagrado Coração de Jesus agonizante em Vitinia                      | 1969           | Jean-Paul Vesco, O.P.                                                       |
| Sagrado Coração de Maria                                            | 1969           | Julius Riyadi Darmaatmadja, S.J.                                            |
| Sagrados Corações de Jesus e Maria em Tor Fiorenza                  | 2015           | Edoardo Menichelli                                                          |
| Santa Anastásia                                                     | 105            | Vago (após a morte de Eugenio Dal Corso, P.S.D.P. em 20 de outubro de 2024) |
| Santa Ângela Mérici                                                 | 2014           | Sigitas Tamkevičius, S.J.                                                   |
| Santa Balbina                                                       | séc. V         | Vago (após transfência de Péter Erdő, em 29 de março de 2023)               |
| Santa Bernadette Soubirous                                          | 2023           | Ángel Sixto Rossi, S.J.                                                     |
| Santa Cecilia                                                       | séc. IV        | Gualtiero Bassetti                                                          |
| Santa Clara em Vigna Clara                                          | 1969           | Vinko Puljić                                                                |
| Santa Cruz de Jerusalém                                             | 600            | Juan José Omella Omella                                                     |
| Santa Cruz na Via Flaminia                                          | 1965           | Sérgio da Rocha                                                             |
| Santa Doroteia                                                      | 2014           | Jorge Enrique Jiménez Carvajal, C.I.M.                                      |
| Santa Emerenciana em Tor Fiorenza                                   | 1973           | Jean-Pierre Kutwa                                                           |
| Santa Gala                                                          | 2015           | Daniel Sturla Berhouet, S.D.B.                                              |
| Santa Gemma Galgani                                                 | 2023           | Stephen Ameyu Martin Mulla                                                  |
| Santa Inês Fora das Muralhas                                        | 1654           | Camillo Ruini                                                               |
| Santa Joana Antida Thouret                                          | 2024           | Dominique Joseph Mathieu, O.F.M.Conv.                                       |
| Santa Lúcia na Piazza d'Armi                                        | 1973           | Théodore-Adrien Sarr                                                        |
| Santa Maria "Rainha da Paz" em Ostia Mare                           | 1973           | William Goh Seng Chye                                                       |
| Santa Maria "Rainha da Paz" no Monte Verde                          | 1969           | Oscar Cantoni                                                               |
| Santa Maria "Rainha do Mundo" na Torre Spaccata                     | 1988           | Orlando Beltran Quevedo, O.M.I.                                             |
| Santa Maria além do Tibre                                           | 112            | Carlos Osoro Sierra                                                         |
| Santa Maria Consoladora em Tiburtino                                | 1969           | Philippe Ouédraogo                                                          |
| Santa Maria da Apresentação                                         | 2007           | Francisco Robles Ortega                                                     |
| Santa Maria da Assunção e São José em Primavalle                    | 2024           | Baldassare Reina                                                            |
| Santa Maria da Esperança                                            | 2001           | Óscar Rodríguez Maradiaga, S.D.B.                                           |
| Santa Maria da Vitória                                              | 1801           | Seán Patrick O'Malley, O.F.M.Cap.                                           |
| Santa Maria das Dores                                               | 2015           | Francis Xavier Kriengsak Kovithavanij                                       |
| Santa Maria das Graças em Casal Boccone                             | 2024           | Carlos Gustavo Castillo Mattasoglio                                         |
| Santa Maria de Montesanto                                           | 2023           | Protase Rugambwa                                                            |
| Santa Maria de Montserrat dos Espanhóis                             | 2003           | José Cobo Cano                                                              |
| Santa Maria do Povo                                                 | 1587           | Stanisław Dziwisz                                                           |
| Santa Maria Domenica Mazzarello                                     | 2001           | Stephen Brislin                                                             |
| Santa Maria dos Anjos                                               | 1565           | Anders Arborelius, O.C.D.                                                   |
| Santa Maria em Ara Coeli                                            | 1517           | Salvatore De Giorgi                                                         |
| Santa Maria em Vallicella                                           | 1937           | Ricardo Blázquez Pérez                                                      |
| Santa Maria em Via                                                  | 1551           | Filipe Neri António Sebastião do Rosário Ferrão                             |
| Santa Maria Imaculada de Lurdes em Boccea                           | 1985           | François-Xavier Bustillo                                                    |
| Santa Maria Mãe da Providência no Monte Verde                       | 1969           | Orani João Tempesta, O.Cist.                                                |
| Santa Maria Mãe do Redentor em Tor Bella Monaca                     | 1988           | Joseph Zen Ze-kiun, S.D.B.                                                  |
| Santa Maria Madalena no Campo Marzio                                | 2024           | Vicente Bokalic Iglic, C.M.                                                 |
| Santa Maria na Traspontina                                          | 1587           | Marc Ouellet, P.S.S.                                                        |
| Santa Maria no Monte                                                | 1960           | Jean-Marc Noël Aveline                                                      |
| Santa Maria Nova                                                    | 1887           | Péter Erdő                                                                  |
| Santa Maria sobre Minerva                                           | 1557           | António Marto                                                               |
| Santa Maria Stella Maris                                            | 2024           | László Német, S.V.D.                                                        |
| Santa Paula de Roma                                                 | 2015           | Soane Patita Paini Mafi                                                     |
| Santa Praxedes                                                      | 112            | Paul Poupard                                                                |
| Santa Priscila                                                      | 112            | Justin Francis Rigali                                                       |
| Santa Pudenciana                                                    | 112            | Thomas Aquino Manyo Maeda                                                   |
| Santa Sabina                                                        | 423            | Vago (após a morte de Jozef Tomko em 8 de agosto de 2022)                   |
| Santa Sílvia                                                        | 2001           | Jānis Pujats                                                                |
| Santa Sofia na Via Boccea                                           | 1985           | Mykola Bychok, C.Ss.R.                                                      |
| Santa Susana                                                        | 101-112        | Vago (após a morte de Bernard Francis Law em 20 de dezembro de 2017)        |
| Santa Teresa no Corso d’Italia                                      | 1962           | Maurice Piat, C.S.Sp.                                                       |
| Santíssima Trindade no Monte Pincio                                 | 1587           | Philippe Barbarin                                                           |
| Santíssimo Nome de Maria na Via Latina                              | 1985           | Gaudencio Borbon Rosales                                                    |
| Santíssimo Redentor e Santo Afonso na Via Merulana                  | 1960           | Vincent Nichols                                                             |
| Santíssimo Redentor em Val Melaina                                  | 1994           | Ricardo Ezzati Andrello, S.D.B.                                             |
| Santissimo Sacramento a Tor de 'Schiavi                             | 2017           | Gregorio Rosa Chávez                                                        |
| Santo Agostinho                                                     | 1587           | Jean-Pierre Ricard                                                          |
| Santo Alberto Magno                                                 | 2016           | Virgílio do Carmo da Silva, S.D.B.                                          |
| Santo André do Fratte                                               | 1960           | Ennio Antonelli                                                             |
| Santo André do Vale                                                 | 1960           | Dieudonné Nzapalainga, C.S.Sp.                                              |
| Santo André no Quirinal                                             | 1998           | Odilo Scherer                                                               |
| Santo Antônio de Pádua na Via Merulana                              | 1960           | Américo Aguiar                                                              |
| Santo Antônio de Pádua na Via Tuscolana                             | 1973           | Jean Zerbo                                                                  |
| Santo António in Campo Marzio                                       | 2001           | Manuel José Macário do Nascimento Clemente                                  |
| Santo Atanásio                                                      | 1962           | Lucian Mureşan                                                              |
| Santo Atanásio na Via Tiburtina                                     | 1991           | Gabriel Zubeir Wako                                                         |
| Santo Egídio                                                        | 2019           | Matteo Maria Zuppi                                                          |
| Santo Estêvão no Monte Celio                                        | séc. V         | Friedrich Wetter                                                            |
| Santo Eusébio                                                       | séc. V         | Daniel DiNardo                                                              |
| Santo Hipólito                                                      | 2015           | John Atcherley Dew                                                          |
| Santo Hugo                                                          | 1994           | Emmanuel Wamala                                                             |
| Santo Irineu em Centocelle                                          | 2015           | Charles Maung Bo, S.D.B.                                                    |
| Santo Onofre                                                        | 1587           | Pierbattista Pizzaballa, O.F.M.                                             |
| Santos Ambrósio e Carlos                                            | 1967           | Vago (após a morte de Dionigi Tettamanzi em 5 de agosto de 2017)            |
| Santos André e Gregório no Monte Celio                              | 1839           | Francesco Montenegro                                                        |
| Santos Áquila e Priscila                                            | 1994           | Juan García Rodríguez                                                       |
| Santos Ciríaco e Julita                                             | 1587           | Seán Baptist Brady                                                          |
| Santos Doze Apóstolos                                               | 112            | Angelo Scola                                                                |
| Santos Fabiano e Venâncio na Villa Fiorelli                         | 1973           | Carlos Aguiar Retes                                                         |
| Santos João Evangelista e Petrônio                                  | 1985           | Baltazar Henrique Porras Cardozo                                            |
| Santos Joaquim e Ana em Tuscolano                                   | 1988           | Toribio Ticona Porco                                                        |
| Santos Marcelino e Pedro                                            | Sec. II ou III | Dominik Duka, O.P.                                                          |
| Santos Mártires de Uganda em Poggio Ameno                           | 1988           | Peter Ebere Okpaleke                                                        |
| Santos Mário e Companheiros Mártires                                | 2024           | Ignace Bessi Dogbo                                                          |
| Santos Nereu e Aquileu                                              | 112            | Celestino Aós Braco, O.F.M.Cap.                                             |
| Santos Pedro e Paulo na Via Ostiense                                | 1965           | Pedro Ricardo Barreto Jimeno                                                |
| Santos Protomártires na Via Aurelia Antica                          | 1969           | Anthony Poola                                                               |
| Santos Quatro Mártires Coroados                                     | 600            | Roger Mahony                                                                |
| Santos Silvestre e Martinho nos Montes                              | 314            | Kazimierz Nycz                                                              |
| Santos Simão e Judas Tadeu na Torre Angela                          | 2014           | Pietro Parolin                                                              |
| Santos Vital, Valéria, Gervásio e Protásio                          | 1880           | Adam Maida                                                                  |
| São Bartolomeu na Ilha Tiberina                                     | 1517           | Blase Joseph Cupich                                                         |
| São Bernardo nas Termas Dioclecianas                                | 1670           | George Alencherry                                                           |
| São Bonaventura da Bagnoregio                                       | 2018           | Joseph Coutts                                                               |
| São Bonifácio e Santo Aleixo                                        | 1587           | Paulo Cezar Costa                                                           |
| São Caetano                                                         | 2023           | Diego Rafael Padrón Sánchez                                                 |
| São Calisto                                                         | 1517           | Willem Jacobus Eijk                                                         |
| São Camilo de Lellis                                                | 1965           | Juan Luis Cipriani Thorne                                                   |
| São Clemente                                                        | séc. V         | Arrigo Miglio                                                               |
| São Corbiniano                                                      | 2010           | Reinhard Marx                                                               |
| São Crisógono                                                       | 112            | Andrew Yeom Soo-jung                                                        |
| São Félix de Cantalice a Centocelle                                 | 1969           | Vago (após transfência de Luis Antonio Gokim Tagle, em 24 de maio de 2025)  |
| São Francisco de Assis na Ripa Grande                               | 1960           | Norberto Rivera Carrera                                                     |
| São Francisco de Assis em Acilia                                    | 2001           | Wilfrid Fox Napier, O.F.M.                                                  |
| São Frumêncio ai Prati Fiscali                                      | 1988           | Robert Walter McElroy                                                       |
| São Gabriel Arcanjo em Acqua Traversa                               | 1988           | Fridolin Ambongo Besungu, O.F.M.Cap.                                        |
| São Gabriel de Nossa Senhora das Dores                              | 2015           | Júlio Duarte Langa                                                          |
| São Geraldo Magela                                                  | 1994           | Rubén Salazar Gómez                                                         |
| São Gregório Barbarigo na Tre Fontane                               | 1973           | Désiré Tsarahazana                                                          |
| São Gregório Magno na Via Magliana Nova                             | 2001           | Jaime Spengler, O.F.M.                                                      |
| São Gregório VII                                                    | 1969           | Baselios Cleemis                                                            |
| São Jerônimo dos Croatas                                            | 1566           | Josip Bozanić                                                               |
| São Jerônimo em Corviale                                            | 2015           | Luis Héctor Villalba                                                        |
| São João Batista dos Florentinos                                    | 1960           | Giuseppe Petrocchi                                                          |
| São João Batista de La Salle                                        | 2023           | Stephen Chow Sau-yan, S.J.                                                  |
| São João Batista de Rossi                                           | 1969           | John Ribat, M.S.C.                                                          |
| São João Crisóstomo no Monte Sacro Alto                             | 1969           | Jean-Claude Hollerich, S.J.                                                 |
| São João e São Paulo                                                | séc. V         | Jozef De Kesel                                                              |
| São João Evangelista em Spinaceto                                   | 1985           | Alvaro Leonel Ramazzini Imeri                                               |
| São João Leonardo                                                   | 2024           | Tarcisius Isao Kikuchi, S.V.D.                                              |
| São João Maria Vianney                                              | 2012           | Rainer Maria Woelki                                                         |
| São João na Porta Latina                                            | séc. V         | Adalberto Martínez Flores                                                   |
| São Joaquim em Prati di Castello                                    | 1960           | Leopoldo José Brenes Solórzano                                              |
| São José de Cupertino                                               | 2015           | José Lacunza Maestrojuán, O.A.R.                                            |
| São José em Aurelio                                                 | 1991           | Gérald Cyprien Lacroix, I.S.P.X.                                            |
| São Judas Tadeu Apóstolo                                            | 2020           | Giorgio Marengo                                                             |
| São Justino                                                         | 2003           | Jean-Baptiste Phạm Minh Mẫn                                                 |
| São Leão I                                                          | 1965           | Cristóbal López Romero, S.D.B.                                              |
| São Leonardo de Porto Maurizio en Acilia                            | 2016           | Leonardo Ulrich Steiner, O.F.M.                                             |
| São Libório                                                         | 2001           | Peter Turkson                                                               |
| São Lourenço em Dâmaso                                              | 112            | Antonio María Rouco Varela                                                  |
| São Lourenço em Lucina                                              | 112            | Malcolm Ranjith                                                             |
| São Lourenço em Panisperna                                          | 1517           | Michael Michai Kitbunchu, Protopresbítero                                   |
| São Lucas na Via Prenestina                                         | 1969           | Luis José Rueda Aparicio                                                    |
| São Luís dos Franceses                                              | 1967           | Vago (após a morte de André Vingt-Trois em 18 de julho de 2025)             |
| São Luís Maria Grignion de Montfort                                 | 1991           | Felipe Arizmendi Esquivel                                                   |
| São Marcelo                                                         | 334            | Giuseppe Betori                                                             |
| São Marcos                                                          | 336            | Angelo De Donatis                                                           |
| São Marcos em Agro Laurentino                                       | 1973           | Domenico Battaglia                                                          |
| São Mauro Abade                                                     | 2024           | Fernando Natalio Chomalí Garib                                              |
| São Pancrácio                                                       | 1517           | Antonio Cañizares Llovera                                                   |
| São Patrício                                                        | 1965           | Thomas Christopher Collins                                                  |
| São Paulo da Cruz em “Corviale”                                     | 1985           | Oswald Gracias                                                              |
| São Pedro Acorrentado                                               | 490            | Donald Wuerl                                                                |
| São Pedro em Montorio                                               | 1587           | James Francis Stafford                                                      |
| São Pio X na Balduina                                               | 1969           | Nicolás de Jesús López Rodríguez                                            |
| São Policarpo                                                       | 2015           | Alberto Suárez Inda                                                         |
| São Roberto Belarmino                                               | 1969           | Mario Aurelio Poli                                                          |
| São Romano Mártir                                                   | 2015           | Berhaneyesus Demerew Souraphiel, C.M.                                       |
| São Saturnino                                                       | 2003           | John Olorunfemi Onaiyekan                                                   |
| São Sebastião nas Catacumbas                                        | 1960           | Lluís Martínez Sistach                                                      |
| São Silvestre em Capite                                             | 1517           | Louis-Marie Ling Mangkhanekhoun                                             |
| São Sisto                                                           | séc. V         | Antoine Kambanda                                                            |
| São Tiago em Augusta                                                | 2014           | Chibly Langlois                                                             |
| São Timóteo                                                         | 2015           | Arlindo Gomes Furtado                                                       |
| São Tomás Apóstolo                                                  | 2015           | Pierre Nguyên Văn Nhon                                                      |
| São Vigilio                                                         | 2020           | Jose Fuerte Advincula                                                       |
| Transfiguração de Nosso Senhor Jesus Cristo                         | 2001           | Pablo Virgilio Siongco David                                                |

### Diaconias
| Título                                                        | Ano de criação | Cardeal                                                                              |
| ------------------------------------------------------------- | -------------- | ------------------------------------------------------------------------------------ |
| Anunciação da Beata Virgem Maria em Via Ardeatina             | 1965           | Domenico Calcagno (título presbiteral pro hac vice)                                  |
| Deus Pai Misericordioso                                       | 2001           | Crescenzio Sepe (título presbiteral pro hac vice)                                    |
| Jesus Bom Pastor em Montagnola                                | 1985           | Lazarus You Heung-sik                                                                |
| Nossa Senhora da Misericórdia e Santo Adriano na Villa Albani | 1967           | Fernando Vérgez Alzaga, L.C.                                                         |
| Nossa Senhora das Graças na Fornaci fuori Porta Cavalleggeri  | 1985           | Mario Zenari                                                                         |
| Nossa Senhora de Coromoto em São João de Deus                 | 1985           | Fernando Filoni (título presbiteral pro hac vice)                                    |
| Nossa Senhora do Divino Amor em Castel di Leva                | 2020           | Enrico Feroci                                                                        |
| Nossa Senhora do Sagrado Coração                              | 1965           | Kurt Koch (título presbiteral pro hac vice)                                          |
| Sagrado Coração de Jesus em Castro Pretorio                   | 1965           | Giuseppe Versaldi (título presbiteral pro hac vice)                                  |
| Sagrado Coração do Cristo Rei                                 | 965            | Stanisław Ryłko (título presbiteral pro hac vice)                                    |
| Santa Ágata dos Góticos                                       | 1400           | Raymond Leo Burke (título presbiteral pro hac vice)                                  |
| Santa Helena fora da Porta Prenestina                         | 1985           | João Braz de Aviz (título presbiteral pro hac vice)                                  |
| Santa Inês em Agonia                                          | 1998           | Gerhard Ludwig Müller (título presbiteral pro hac vice)                              |
| Santa Lúcia do Gonfalone                                      | 2003           | Aquilino Bocos Merino, C.M.F.                                                        |
| Santa Maria Auxiliadora na Via Tuscolana                      | 1967           | Ángel Fernández Artime, S.D.B.                                                       |
| Santa Maria da Scala                                          | 1664           | Ernest Simoni                                                                        |
| Santa Maria em Aquiro                                         | 678            | Vago (após a morte de Angelo Amato, S.D.B. em 31 de dezembro de 2024)                |
| Santa Maria em Cosmedin                                       | 600            | Vago (após transferência de Francesco Roberti em 26 de junho de 1967)                |
| Santa Maria Goretti                                           | 2012           | Agostino Marchetto                                                                   |
| Santa Maria Imaculada no Esquilino                            | 2018           | Konrad Krajewski                                                                     |
| Santa Maria in Domnica                                        | 1049           | Marcello Semeraro                                                                    |
| Santa Maria in Portico Campitelli                             | 1662           | Michael Louis Fitzgerald, M. Afr.                                                    |
| Santa Maria Libertadora em Monte Testácio                     | 965            | Giovanni Lajolo (título presbiteral pro hac vice)                                    |
| Santa Maria na Via Lata                                       | 1426           | Fortunato Frezza                                                                     |
| Santa Maria Odigitria dos Sicilianos                          | 1973           | Paolo Romeo                                                                          |
| Santa Mônica                                                  | 2023           | Vago (após transfência de Robert Francis Prevost, O.S.A., em 5 de fevereiro de 2025) |
| Santíssimo Nome de Jesus                                      | 1965           | Gianfranco Ghirlanda, S.J.                                                           |
| Santíssimo Nome de Maria no Foro Traiano                      | 1969           | Mauro Gambetti, O.F.M.Conv.                                                          |
| Santíssimos Nomes de Jesus e Maria na Via Lata                | 1967           | Timothy Peter Joseph Radcliffe, O.P.                                                 |
| Santo Ambrósio da Massima                                     | 2023           | Claudio Gugerotti                                                                    |
| Santo Ângelo em Pescheria                                     | 755            | Vago (após a morte de Luis Pascual Dri, O.F.M. Cap. em 30 de junho de 2025)          |
| Santo Anselmo em Aventino                                     | 1985           | Lorenzo Baldisseri (título presbiteral pro hac vice)                                 |
| Santo António de Pádua na Circonvallazione Appia              | 2012           | George Jacob Koovakad                                                                |
| Santo Apolinário nas Termas Neronianas-Alessandrinas          | 1929           | Raniero Cantalamessa, O.F.M.Cap.                                                     |
| Santo Espírito em Sassia                                      | 1991           | Dominique Mamberti (protodiácono)                                                    |
| Santo Eugênio                                                 | 1960           | Julián Herranz Casado (título presbiteral pro hac vice)                              |
| Santo Eustáquio                                               | 600            | Rolandas Makrickas                                                                   |
| Santo Inácio de Loyola em Campo Marzio                        | 1991           | Luis Ladaria, S.J.                                                                   |
| Santos Anjos da Guarda na Città Giardino                      | 1965           | Vago (após a morte de Agostino Cacciavillan em 5 de março de 2022)                   |
| Santos Biagio e Carlo ai Catinari                             | 1959           | Leonardo Sandri (título presbiteral pro hac vice)                                    |
| Santos Cosme e Damião                                         | 1106           | Mario Grech                                                                          |
| Santos Domingos e Sisto                                       | 2003           | José Tolentino de Mendonça                                                           |
| Santos Urbano e Lourenço na Prima Porta                       | 1994           | Víctor Manuel Fernández                                                              |
| Santos Vito, Modesto e Crescência                             | 1088           | Giuseppe Bertello (título presbiteral pro hac vice)                                  |
| São Bento fora da Porta de São Paulo                          | 1988           | Christophe Pierre                                                                    |
| São Cesário em Palatio                                        | 1600           | Antonio Maria Vegliò (título presbiteral pro hac vice)                               |
| São Domingos de Gusmão                                        | 2012           | Manuel Monteiro de Castro (título presbiteral pro hac vice)                          |
| São Filipe Néri em Eurosia                                    | 1967           | Fabio Baggio, C.S.                                                                   |
| São Francisco de Paula no Monti                               | 1967           | Vago (após a morte de Renato Raffaele Martino em 28 de outubro de 2024)              |
| São Francisco Xavier em Garbatella                            | 2001           | Franc Rodé, C.M. (título presbiteral pro hac vice)                                   |
| São Jerônimo da Caridade                                      | 1965           | Vago (após a morte de Miguel Ángel Ayuso Guixot, M.C.C.I. em 25 de novembro de 2024) |
| São João Bosco na Via Tuscolana                               | 1965           | Robert Sarah (título presbiteral pro hac vice)                                       |
| São João da Pinha                                             | 1985           | Raffaele Farina, S.D.B. (título presbiteral pro hac vice)                            |
| São Jorge em Velabro                                          | 596            | Gianfranco Ravasi (título presbiteral pro hac vice)                                  |
| São José dos Carpinteiros                                     | 2012           | Francesco Coccopalmerio (título presbiteral pro hac vice)                            |
| São José na Via Trionfale                                     | 1967           | Emil Paul Tscherrig                                                                  |
| São Juliano dos Flamengos                                     | 1994           | Walter Brandmüller (título presbiteral pro hac vice)                                 |
| São Juliano Mártir                                            | 2012           | Kevin Farrell                                                                        |
| São Lino                                                      | 2007           | Giovanni Angelo Becciu                                                               |
| São Lourenço em Piscibus                                      | 2007           | Vago (após morte de Paul Josef Cordes em 15 de março de 2024)                        |
| São Miguel Arcanjo                                            | 1965           | Michael Czerny, S.J.                                                                 |
| São Nicolau no Cárcere                                        | 731            | Silvano Maria Tomasi, C.S.                                                           |
| São Paulo em Regola                                           | 1946           | Francesco Monterisi (título presbiteral pro hac vice)                                |
| São Paulo na Tre Fontane                                      | 2010           | Mauro Piacenza (título presbiteral pro hac vice)                                     |
| São Pedro Damião no Monte de São Paulo                        | 1973           | Agostino Vallini (título presbiteral pro hac vice)                                   |
| São Pio V a Villa Carpegna                                    | 1973           | James Michael Harvey (título presbiteral pro hac vice)                               |
| São Ponciano                                                  | 2007           | Santos Abril y Castelló (título presbiteral pro hac vice)                            |
| São Saba                                                      | 1959           | Arthur Roche                                                                         |
| São Salvador em Lauro                                         | 2007           | Angelo Comastri (título presbiteral pro hac vice)                                    |
| São Sebastião no Palatino                                     | 1973           | Edwin Frederick O'Brien (título presbiteral pro hac vice)                            |
| Todos os Santos na Via Appia Nuova                            | 1969           | Walter Kasper (título presbiteral pro hac vice)                                      |

## Títulos cardeais excluídos

### Títulos presbiterais
| Título                                | Ano de criação | Ano da supressão |
| ------------------------------------- | -------------- | ---------------- |
| Santa Barbara                         | 1551           | 1587             |
| San Biagio dell'Anello                | 1587           | 1616             |
| São Carlos em Catinari                | 1616           | 1621             |
| São Carlos em Corso                   | 1627           | 1639             |
| São Caio                              | 112            | Sec. VII         |
| São Ciríaco nas Termas de Diocleciano | Sec. VI        | 1587             |
| Santa Crescenciana                    | Sec. VI        | Sec. VII         |
| Santa Emiliana                        | 112            | Sec. VII         |
| Santa Eufêmia                         | 1566           | 1587             |
| São Mateus em Merulana                | 112            | 1801             |
| San Nicolás fra le Immagini           | 1477           | 1587             |
| São Nicomedes na Via Nomentana        | Sec. V         | 600              |
| São Simão Profeta                     | 1551           | 1587             |
| São Tomé em Parione                   | 1517           | 1937             |
| São Trifão                            | 1566           | 1587             |
| Tigridae                              | 112            | 590              |

### Diaconias
| Título                           | Ano de criação | Ano da supressão |
| -------------------------------- | -------------- | ---------------- |
| Santo Adriano no Fórum           | Sec. VIII      | 1946             |
| São Bonifácio                    | Sec. VI        | Sec. XII         |
| Santa Lúcia em Septisolio        | Sec. I         | 1587             |
| Santa Lucia em Silice            | Sec. I         | 1587             |
| Santa Maria dos Mártires         | 1785           | 1929             |
| Santa Maria no Pórtico de Otávia | 590            | 1662             |
| Santos Sérgio e Baco             | 678            | 1587             |
| São Teodoro                      | 678            | 2004             |
| São João Batista Decapitado      | 1969           | 2013             |